# Niklas Beisert
Niklas Beisert (1977) é um físico alemão, que trabalha com teoria quântica de campos. É professor do Instituto Federal de Tecnologia de Zurique.
Recebeu a Medalha Gribov de 2007 e o New Horizons in Physics Prize de 2013.

## Obras
- Beisert u. a. Review of AdS/CFT Integrability: An Overview, Lett. Math. Phys., 99, 2012, 3, Arxiv